# 日之影深角インターチェンジ
日之影深角インターチェンジ（ひのかげふかすみインターチェンジ）は、宮崎県西臼杵郡日之影町にある九州中央自動車道（高千穂日之影道路）のインターチェンジである。
新規事業採択時には高千穂方面のみのハーフインターチェンジとして計画されていたが、高千穂町・日之影町の要望により延岡方面も加えたフルインターチェンジとして建設されることになった。追加される延岡方面へのインターチェンジは地域活性化インターチェンジとして宮崎県が整備する。

## 歴史
- 2009年（平成21年）：高千穂日之影道路として事業着手[2]
- 2011年（平成23年）：ハーフICからフルICに計画を変更。
- 2018年（平成30年）
  - 9月26日 : IC名称が「深角IC（仮称）」から「日之影深角IC」に正式決定[3]。
  - 11月11日 : 雲海橋交差点 - 日之影深角IC間開通に伴い、供用開始[3]。
- 2021年（令和3年）8月21日 : 日之影深角IC - 平底交差点間開通[4]。

## 周辺

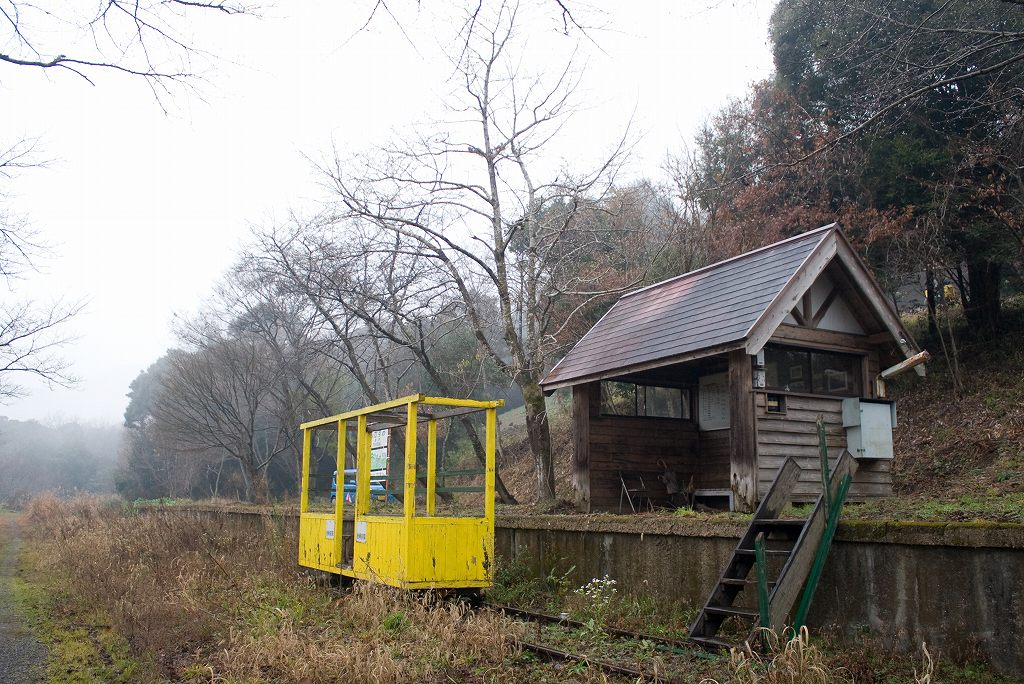
高千穂鉄道 深角駅跡（2008年廃線）

- 深角団七の館
- 高千穂鉄道 深角駅跡 - 桜の名所

## 接続する道路
- 広域農道 西臼杵地区 - 同道路にて日之影深角インターチェンジと国道218号を結ぶ

## 隣
E77 九州中央自動車道（ 高千穂日之影道路）
高千穂IC（事業中） - 雲海橋交差点 - 日之影深角IC - 平底交差点